# Karel Burkert
Karel Burkert (* 1. Dezember 1909 in Újpest; † 26. März 1991 in Brünn) war ein tschechoslowakischer Fußballspieler.

## Karriere

### Vereine
Burkert spielte in seiner Jugend für Olympia Brünn als Torhüter, bevor sein Talent vom SK Baťa Zlín bemerkt wurde. Von 1930 bis 1933 gehörte er dem Verein an, die letzten beiden Jahre in der Zweiten Liga. In den Spielzeiten 1933 und 1934 war er für den bulgarischen Verein Lewski Sofia aktiv, mit dem er am Ende seiner ersten Spielzeit die Bezirksmeisterschaft gewann, die zur Teilnahme an der Endrunde um die Bulgarische Meisterschaft berechtigte. Über ein Freilos und den erfolgreichen Viertel- und Halbfinalspielen erreichte seine Mannschaft das Finale, das am 3. Oktober 1933 mit 3:1 gegen Schipenski Sokol Warna gewonnen wurde.
1934 in die Tschechoslowakei zurückgekehrt, verstärkte er den seinerzeitigen Brünner Vorort- und Erstligaverein SK Židenice bis 1941. Mit zwei dritten Plätzen 1935 und 1938 erzielte er mit seiner Mannschaft das beste Ergebnis in der Meisterschaft; jeweils hinter Slavia und Sparta Prag. Seine letzten beiden Saisons bestritt er in der Českomoravská Liga, der Liga für Vereine aus Böhmen und Mähren, während des von 1939 bis 1945 bestehenden Protektorat Böhmen und Mähren. Seine letzten fünf Jahre war er für den unterklassigen und in Třebíč ansässigen Verein Borovina Třebíč aktiv.

### Nationalmannschaft
Burkert debütierte als Nationaltorhüter für die Nationalmannschaft Bulgariens beim 3:2-Sieg im Freundschaftsspiel gegen die Nationalmannschaft Jugoslawiens am 1. April 1934 in Belgrad.
Für die Nationalmannschaft der Tschechoslowakei bestritt er in einem Zeitraum von fünf Jahren fünf Länderspiele. Sein erstes am 14. Oktober 1934 in Genf beim 2:2-Unentschieden gegen die Schweizer Nationalmannschaft, sein letztes am 4. Dezember 1938 in Prag beim 6:2-Sieg über die Nationalmannschaft Rumäniens im Wettbewerb um den Edvard-Beneš-Pokal, der damit auch gewonnen wurde. Mit der Mannschaft nahm er an der Weltmeisterschaft 1938 in Frankreich teil und bestritt mit dem Viertelfinalwiederholungsspiel gegen die Seleção, das mit 1:2 verloren wurde, sein einziges Turnierspiel.
Seinen letzten Einsatz als Nationaltorhüter gab er für die Nationalmannschaft von Böhmen und Mähren am 12. November 1939 in Breslau beim 4:4-Unentschieden gegen die Nationalmannschaft Deutschlands.

## Erfolge
- Edvard-Beneš-Pokal-Sieger 1938
- Bulgarischer Meister 1933